# ماريا كلينوفا
كانت ماريا فاسيليفنا كلينوفا (12 أغسطس 1898 – 6 أغسطس 1976) عالمة روسية وسوفييتية في مجال الجيولوجيا البحرية وأحد مؤسسي علم البحرية الروسي وساهمت في تشكيل أول أطلس سوفييتي للقارة القطبية الجنوبية.
درست كلينوفا لتصبح أستاذة، عملت بعد ذلك عضوًا في الهيئة الخاصة بأبحاث القطب الجنوبي التابعة لأكاديمية الاتحاد السوفييتي للعلوم. خلال ذلك الوقت أمضت ما يقارب الثلاثين عامًا تُجري أبحاثًا في المناطق القطبية وأصبحت أول امرأة عالمة تُجري بحثًا في القارة القطبية الجنوبية (أنتاركتيكا). انضمت إلى البعثة السوفييتية الأولى للقارة القطبية الجنوبية (1955 – 1957) وعملت مع البعثات الوطنية الأسترالية الخاصة بأبحاث القطب الجنوبي في جزيرة ماكوراي.

## بدايات حياتها
ولدت ماريا فاسيليفنا كلينوفا في مدينة إيركوتسك في روسيا عام 1898. درست في مدينة يكاترينبورغ وانتقلت إلى موسكو خلال الحرب العالمية الأولى للعمل في مستشفى أثناء قيامها بالدراسات الطبية. ذهبت إلى سيبيريا لتكمل دراساتها الطبية خلال الحرب الأهلية الروسية. في بداية عشرينيات القرن العشرين عادت كلينوفا إلى موسكو وتابعت الدراسة في علم المعادن. تخرجت من جامعة موسكو الحكومية عام 1924. أخذت درجة الدكتوراه على يد المشرفَين ياكوف سامويلوف وفلاديمير فرنادسكي.

## سيرتها المهنية
بدأت كلينوفا مسيرتها المهنية في الجيولوجيا البحرية عام 1925 كباحثة على متن سفينة البحث السوفييتية بيرسوس، التابعة لمعهد الأبحاث البحرية العائم (السابق لما يُعرف اليوم بمعهد نيكولاي إم. كنيبوفيتش لأبحاث القطب ومصائد الأسماك وعلم المحيطات)، في بحر البارنتس وأرخبيل نوفايا زيمليا وسبيتسبرغن وفرانز جوزيف لاند. في عام 1933 قدمت كلينوفا أول خريطة كاملة لقاع بحر البارنتس. وقد حددت السهل السحيق لبحر البارنتس (85 درجة شمالًا، 40 درجة شرقًا) وأسمته على اسم المستكشف القطبي الهولندي ويليام بارنتسز (أو بارنتس) الذي توفي عام 1597 في بعثته الثالثة لإيجاد الممر الشمالي الشرقي.
في عام 1949 أصبحت كلينوفا مساعدة أبحاث رفيعة المستوى في معهد شيرشوف لعلم المحيطات التابع لأكاديمية الاتحاد السوفييتي للعلوم. تضمن عملها إجراء تحليلات لجيولوجيا قاع البحار في المحيط الأطلسي والقارة القطبية الجنوبية وفي بحر قزوين والبارنتس والبحر الأبيض. في فصل الصيف الجنوبي لعام 1956 ذهبت مع الفريق السوفييتي المتخصص بعلم المحيطات لرسم خريطة المناطق المجهولة في ساحل القطب الجنوبي.

## إسهاماتها
ساعدت إسهاماتها في تشكيل أول أطلس للقارة القطبية الجنوبية، عمل رائد من أربع مجلدات نُشر في الاتحاد السوفييتي. أمضت كلينوفا معظم وقتها تقدم ملاحظات على متن كاسحتي الجليد الروسيتان أوب ولينا. أخذ فريقها قياسات خاصة بعلم المحيطات في القطب الجنوبي ومياه المناطق القريبة منه. بالإضافة إلى كلينوفا كان هنالك سبع نساء أخريات على متن أوب. في ذلك الوقت، كان نادرًا ما يُسمح للنساء بالمغامرة على البر وكان عليهن الاعتماد على زملائهن الذكور في جمع عينات البيانات وإحضارها. بين هاتين الرحلتين عملت في ميرني، قاعدة روسية على ساحل أرض الملكة ماري (الذي تشترك فيه محطات البحث الأسترالية والبولندية). في طريق عودتها إلى الوطن ذهبت كلينوفا إلى جزيرة ماكوراي حيث أصبحت أول عالمة أنثى تضع موطئ قدمٍ على شاطئ القطب الجنوبي.
كان كتابها جيولوجيا البحر الذي نُشر في 1948، ثاني كتاب إرشادي مخصص للجيولوجيا البحرية.